# Jalovcové stráně nad Vrbičkou
Jalovcové stráně nad Vrbičkou jsou přírodní památka v Doupovských horách v okrese Louny v jižní části Ústeckého kraje. Chráněné území leží severně až severozápadně od vsi Vrbička u města Vroutek. Důvodem jeho ochrany jsou výslunné bylinné porosty mezofilního až stepního charakteru, na kterých roste jalovec obecný a žije řada vzácných druhů živočihů jako je saranče vrzavá nebo kuňka obecná.

## Historie
Až do poloviny dvacátého století byly pozemky chráněného území využívány jako chudé pastviny a sady, díky čemuž se na nich úspěšně rozvíjela populace jalovce i další rostlinná a hmyzí společenstva. Pozdější konec hospodářského využívání vedl k zarůstání pastvin i sadů v některých místech až do stádia lesa.

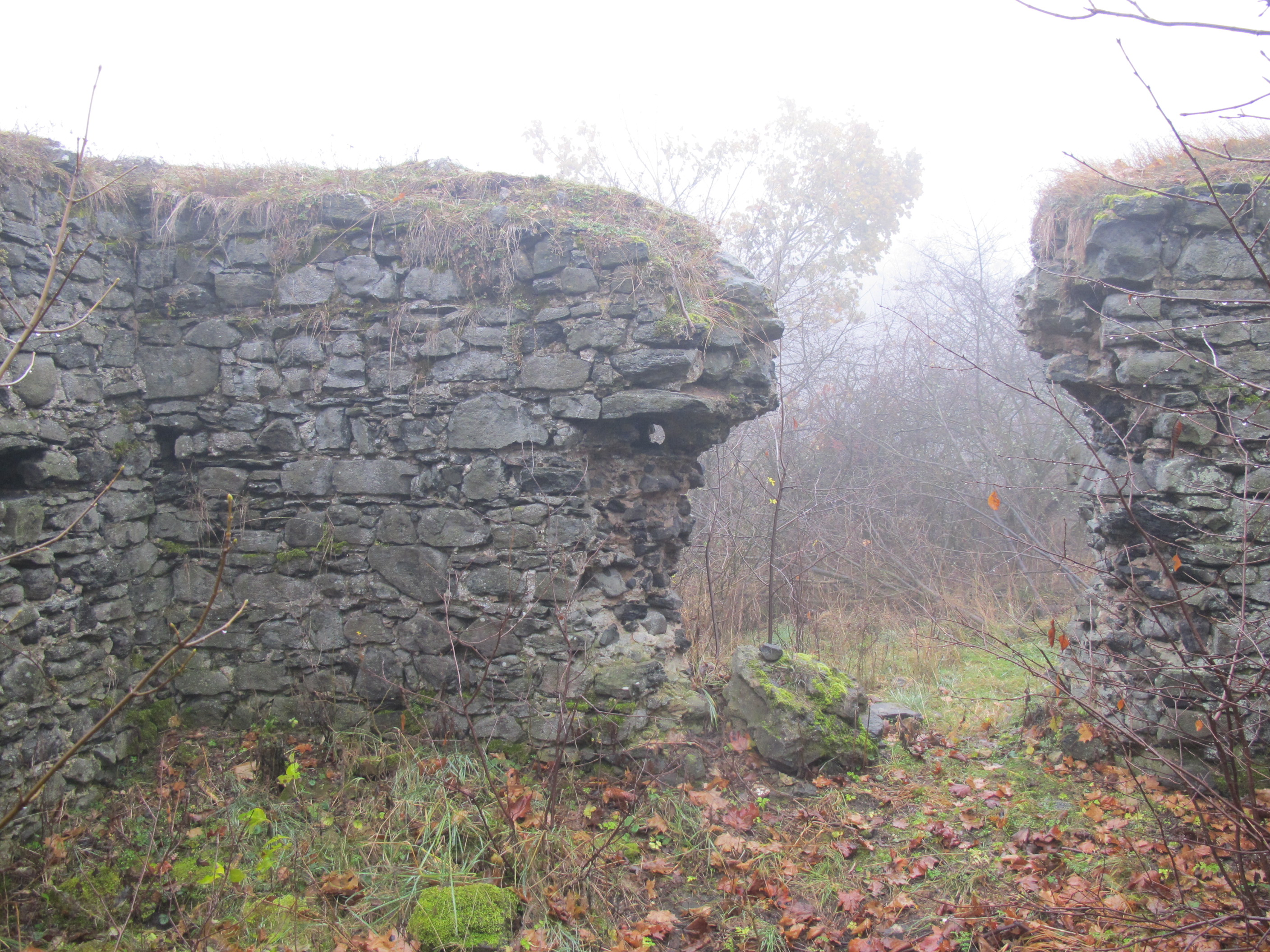
Zřícenina Lina

Na jihozápadním okraji se nachází zřícenina Lina, která je pozůstatkem panského sídla z přelomu čtrnáctého a patnáctého století.
Chráněné území vyhlásil pod názvem Jalovcové stráně nad Vrbičkou krajský úřad Ústeckého kraje dne 14. září 2016. Přírodní památka je v Ústředním seznamu ochrany přírody evidována pod číslem 6186. Ve správním řízení před vyhlášením se pro budoucí chráněné území užíval název Hlína u Vrbičky odvozený od blízké osady Hlína.

## Přírodní poměry

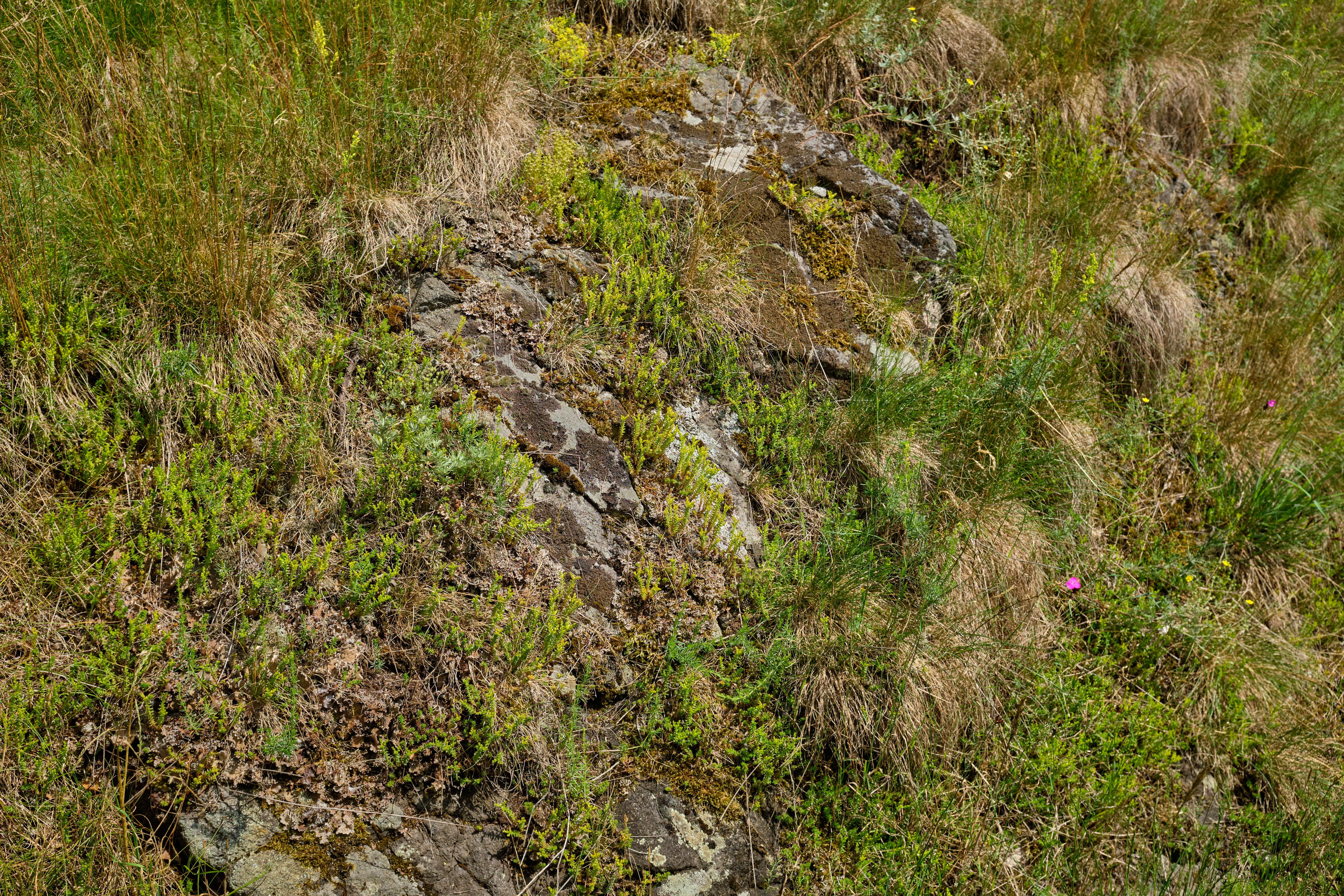
Skalní výchoz

Chráněné území měří 48,5134 hektaru, nachází se v nadmořské výšce 460–553 metrů v katastrálním území Vrbička, je součástí ptačí oblasti Doupovské hory a přibližně 33 hektarů přírodní památky leží na území rozsáhlé evropsky významné lokality Doupovské hory. V jihovýchodní a severozápadní části na přírodní památku navazuje vyhlášené ochranné pásmo s rozlohou 2,02 hektaru.

### Abiotické podmínky
Přírodní památka leží ve východní části Doupovských hor tvořených třetihorními vulkanickými horninami. Druhy horniny se mění směrem od západu k východu. Pod ořkovskou hájovnou se nachází laharové uloženiny, ve střední části nefelinit a na východě pyroklastické sedimenty, které obklopovaly ostrůvek nefelinického tefritu. Jeho ložisko bylo v minulosti odtěženo. Ze zvětralin těchto hornin vznikly splachové písčité a písčitohlinité sedimenty v nivě Vrbičského potoka. V geomorfologickém členění Česka leží lokalita v celku Doupovské hory a okrsku Rohozecká vrchovina. Nejvyšší bod s nadmořskou výškou 553 metrů se nachází v západní části území.
Z půdních typů v chráněném území převládá kambizem eutrofní. Pouze v nivě potoka se vyskytuje kambizem oglejená, která na hranicích území přechází v glej fluvický.
V rámci Quittovy klasifikace podnebí se chráněné území nachází v mírně teplé oblasti MT3, pro kterou jsou typické průměrné teploty −3 až −4 °C v lednu a 16–17 °C v červenci. Roční úhrn srážek dosahuje 600–750 milimetrů.
Vodu z chráněného území odvádí Vrbičský potok, který v západní části území napájí drobný rybník. Potok se vlévá do Mlýneckého potoka, který je přítokem Blšanky, a je tedy k povodí Ohře.

### Flóra

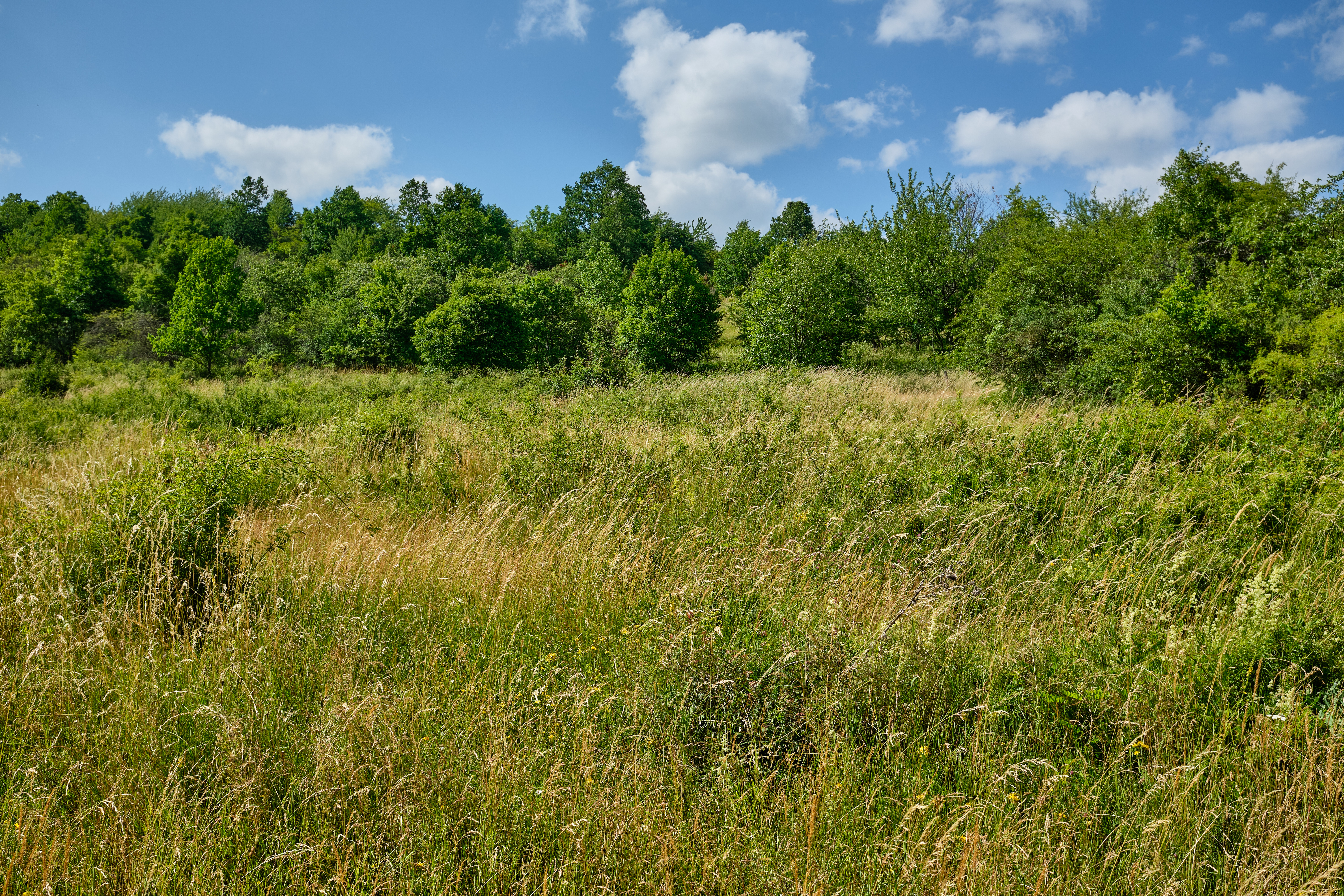
Jalovcové stráně nad Vrbičkou

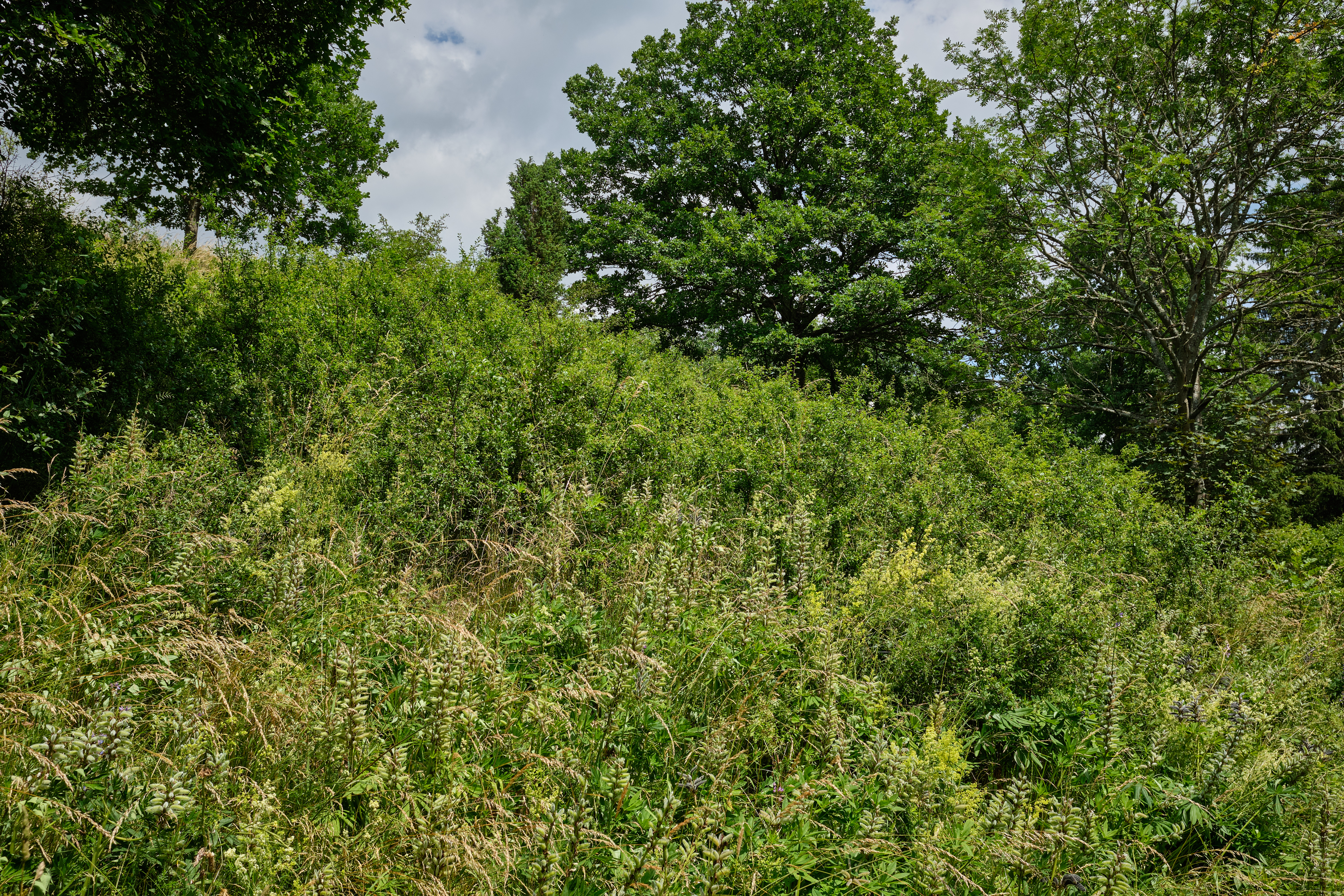
Jalovcové stráně nad Vrbičkou

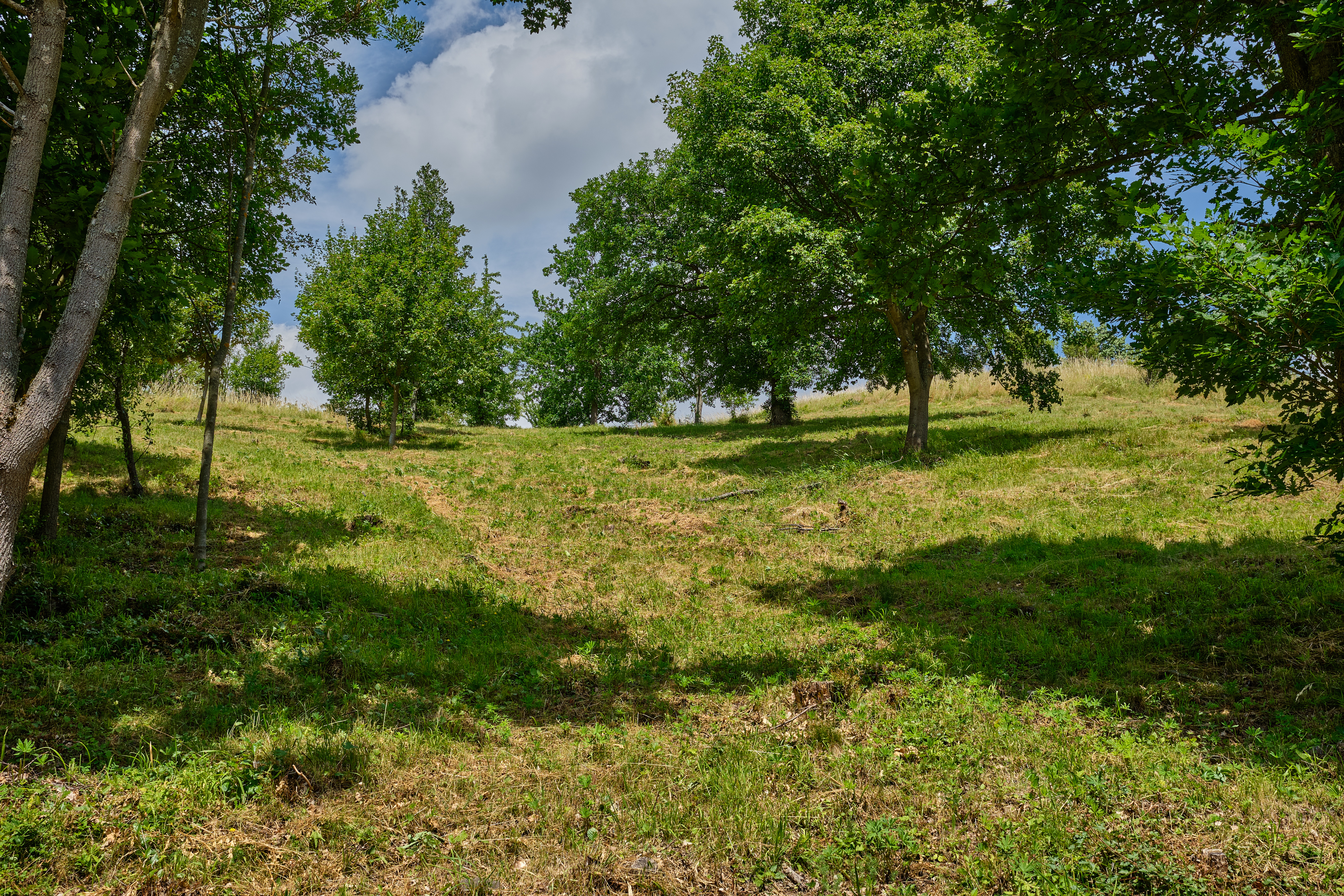
Jalovcové stráně nad Vrbičkou

Ve fytogeografickém členění česka lokalita spadá do obvodu České termofytikum a okresu Doupovská pahorkatina, který je typický stepní vegetací. Přírodní památku tvoří třináct různých biotopů. Největší rozlohu zaujímají širokolisté suché trávníky bez význačného výskytu vstavačovitých a s jalovcem obecným (35–45 % rozlohy) a širokolisté suché trávníky bez význačného výskytu vstavačovitých a bez jalovce obecného (10–15 % rozlohy).
V chráněném území roste řada vzácných druhů rostlin zapsaných na Červený seznam IUCN. K nejvzácnějším patří tisíce rostlin kriticky ohroženého jetele žíhaného (Trifolium striatum). Ze silně ohrožených druhů zde roste koniklec luční český (Pulsatilla pratensis subsp. bohemica), dejvorec velkoplodý pravý (Caucalis platycarpos subsp. platycarpos) a křivatec rolní (Gagea villosa). Početná je skupina druhů ohrožených a vyžadujících další pozornost. Z ohrožených rostlin se na lokalitě vyskytuje kavyl Ivanův (Stipa pennata), černohlávek dřípený (Prunella laciniata), černýš rolní (Melampyrum arvense), hořec brvitý (Gentianopsis ciliata), jalovec obecný (Juniperus communis), konopice úzkolistá (Galeopsis angustifolia), lakušník okrouhlý (Batrachium circinatum), pcháč bělohlavý (Cirsium eriophorum), pochybek prodloužený (Androsace elongata), radyk prutnatý (Chondrilla juncea), sleziník zelený (Asplenium viride), tolice nejmenší (Medicago minima), zimostrázek alpský (Polygala chamaebuxus), vikev hrachovitá (Vicia pisiformis) a zvonek jemný (Campanula gentilis).

### Lišejníky a houby
Na keřích trnky obecné a růže šípkové rostou lišejníky větvičník slívový (Evernia prunastri), terčovka otrubičnatá (Pseudevernia furfuracea) a zástupci rodu provazovka (Usnea). Ze vzácnějších druhů hub v prosluněných křovinách rostou kačenka česká (Verpa bohemica), v xerotermních doubravách a dubohabřinách hřib medotrpký (Boletus radicans) a na výslunných stráních a pastvinách v počtu desítek kusů pálečka zimní (Tulostoma brumale).

### Fauna
K obratlovců je významný výskyt kuňky obecné (Bombina bombina), která žije v počtu jednotlivých kusů v litorálním pásmu rybníka. K dalším běžným obratlovcům v přírodní památce, kteří jsou chráněni podle vyhlášky 395/1992 Sb., patří ještěrka obecná (Lacerta agilis), slepýš křehký (Anguis fragilis), ropucha obecná (Bufo bufo), užovka obojková (Natrix natrix) a veverka obecná (Sciurus vulgaris).
Početné je zastoupení bezobratlých živočichů. Pro západní Čechy je ojedinělý výskyt blýskavky svízelové (Hoplodrina superstes), která vyhledává výslunné svahy, křovinaté lesostepi, lesní okraje a podobné xerotermní biotopy. Z ohrožených druhů se zde vyskytují motýli přástevník angreštový (Rhyparia purpurata), soumračník žlutoskvrnný (Thymelicus acteon) a bourovec pryšcový (Malacosoma castrense). Žijí zde ohrožení brouci kovařík galský (Agriotes gallicus) a pýchavovník Lycoperdina bovistae. Ze zranitelných motýlů byli zaznamenáni ostruháček kapinicový (Stayrium acaciae) a ostruháček trnkový (Satyrium spini). Ke zranitelným broukům na stráních patří krasec osmiskvrnný (Buprestis octoguttata), jehož larvy se vyvíjejí pod kůrou borovice lesní a kovaříci Ampedus praeustus a Ampedus trangulum, vázaní na rozpadající se dřevo listnatých stromů. Zdejší osluněné stepní porosty obývá početná populace saranče modrokřídlé (Oedipoda caerulescens) a vzácně se na nich objevuje také saranče vrzavá (Psophus stridulus). Z ohrožených měkkýšů se v chráněném území vyskytuje trojzubka stepní (Chondrula tridens), která žije na osluněných stráních se stepní vegetací.

## Přístup
Ke chráněnému území nevede žádná turisticky značená trasa. Podél jeho západního cípu vede silnice II/194, po které je značena cyklistická trasa č. 35 v úseku z Valče do Mašťova. Údolím Vrbičského potoka a stráněmi směrem k severu vede několik nezpevněných cest.